# People’s Progressive Party (St. Lucia)
People’s Progressive Party war eine politische Partei im karibischen Inselstaat St. Lucia. Zwischen 1951 und 1964 war sie die einzige Oppositionspartei.

## Geschichte
Die Partei wurde 1950 gegründet, In den Wahlen 1951 errang sie mit 4201 Stimmen nur einen Sitz und damit ging die Mehrheit an die Saint Lucia Labour Party. Die Wahlen 1954, 1957 und 1961 führten zu ähnlichen Ergebnissen. Die PPP und unabhängige Kandidaten gewannen nie mehr als drei Sitze. Kurz vor den Wahlen 1964 vereinigte sich die Partei mit dem National Labour Movement, einer Abspaltung der Labour Party zur United Workers’ Party, welche die Wahlen für sich entschied.
Die Partei wurde für die Wahlen 1992 erneut wiederbelebt, erhielt jedoch nur 97 Stimmen. Sie trat in weiteren Wahlen nicht mehr an.